# 31984 Unger
31984 Unger è un asteroide della fascia principale. Scoperto nel 2000, presenta un'orbita caratterizzata da un semiasse maggiore pari a 2,4172877 au e da un'eccentricità di 0,1527355, inclinata di 2,98413° rispetto all'eclittica.
L'asteroide è dedicato a Adam Unger che contribuì alla costruzione dell'osservatorio da cui è stata effettuata la scoperta.